# Sara Faingezicht Weisleder
Sara Faingezicht Weisleder (pronunciado /Fainguesijt Vaisleder/ en fonética española; Polonia, 1945) es una diplomática costarricense. Licenciada en Relaciones Internacionales. Ingresó al servicio diplomático de Costa Rica en 1987. Ha desempeñado diversos cargos diplomáticos, entre ellos los de subdirectora de organismos internacionales, directora general de protocolo y ceremonial del Estado, embajadora en misión especial en varios países y delegada a la Asamblea General de la Organización de los Estados Americanos. Entre 2000 y 2006 fue embajadora de Costa Rica en el Brasil y desde 2006 es embajadora de Costa Rica en el Perú. Fue condecorada por España con el nombramiento de dama de la Orden de Isabel la Católica.